# Wettinia fascicularis
Wettinia fascicularis é uma espécie de angiosperma na família Arecaceae. É encontrada na Colômbia e Ecuador.